# Rozrodczość
Rozrodczość – zdolność populacji do wzrostu jej liczebności drogą rozrodu. Nie jest stałą i zależy od wielkości oraz składu populacji, oddziaływań między osobnikami i od warunków środowiska.

## Potencjalna a ekologiczna
Dzielona jest na potencjalną (maksymalną, absolutną, fizjologiczną), czyli maksymalną możliwość rozrodczości populacji lub organizmu w optymalnych warunkach środowiska (nie występuje w praktyce nigdy tylko jedynie teoretycznie, ze względu na ograniczające ją czynniki ekologiczne) oraz na ekologiczną (rzeczywistą), czyli taką z uwzględnieniem oporu środowiska. Rozrodczość jest tak duża, aby pomimo ogromnej śmiertelności część osobników przetrwała. Jednak przy dużej liczbie osobników zacznie brakować pokarmu i one będą umierać (wymieranie).
Rozrodczość opisuje się za pomocą wskaźników:
{\displaystyle R_{a}={\frac {n}{t}},}
{\displaystyle R_{o}={\frac {n}{N\cdot t}},}
gdzie:
{\displaystyle R_{a}} – rozrodczość absolutna,
{\displaystyle R_{o}} – procentowy wskaźnik rozrodczości,
{\displaystyle n} – liczba nowych osobników,
{\displaystyle t} – czas w którym powstały nowe osobniki,
{\displaystyle N} – liczba wszystkich osobników w populacji.
Rozrodczość jest elementem strategii życiowej. Dużą rozrodczością charakteryzują się organizmy rozmnażające się w sposób bezpłciowy np. bakterie. Podział komórki następuje bardzo szybko, następnie utworzona komórka może także szybko się podzielić itd. Ale jest to ograniczone wieloma czynnikami m.in. pokarmem. Dużą rozrodczością charakteryzują się także drzewa i trawy. Wytwarzają dużą liczbę nasion, ale nie oznacza to, że z każdego musi powstać nowy osobnik. Natomiast małą rozrodczością charakteryzują się ssaki. Wydają one na świat małą liczbę potomstwa po długim czasie. Do tego ssaki mogą wydawać potomstwo jedynie w wieku płodnym, czyli dużo osobników nie ma takiej możliwości (są przed lub po wieku rozrodczym).

## Wpływczynników ekologicznychna rozrodczość populacji

### Czynniki abiotyczne
- temperatura – oddziałując na intensywność fotosyntezy u roślin i intensywność procesu przemiany materii u zwierząt, wpływa pośrednio na dojrzewanie osobników rodzicielskich,
- światło – poprzez wpływ na liczbę osobników kwitnących, ich płodność i rozwój potomstwa,
- wiatr – anemochoria.

### Czynniki biotyczne
Warunki pokarmowe mają zasadniczy wpływ na płodność i długość życia osobników. Gatunki długowieczne takie jak lwy czy myszołowy, w złych warunkach pokarmowych niejednokrotnie nie przystępują do rozrodu zmniejszają jego częstotliwość. U większości pasożytniczych błonkówek w nieodpowiednich warunkach jaja nie są składane, ale następuje ich resorpcja w organizmie samicy.
U gatunków rozdzielnopłciowych rozrodczość populacji może zależeć od struktury płci i od możliwości znalezienia partnera. Znaczenie ma też możliwość przenoszenia nasion przez inne organizmy – zoochoria.